# Rufus Franklin
Rufus William Franklin est né le 15 janvier 1916 à Anniston dans l'Alabama et est mort le 26 mai 1975 à Dayton, dans l'Ohio. Ce criminel américain est connu pour avoir le 23 mai 1938 , avec James C. Lucas et Thomas R. Limerick participé à la troisième tentative d'évasion de l'histoire du pénitencier fédéral d'Alcatraz. 

## Biographie

### Carrière criminelle
Rufus William Franklin est né le 15 janvier 1916 à Anniston dans l'Alabama. Il est, durant sa jeunesse, condamné à de nombreuses reprises pour des vols de banques, des vols de voitures ou des violences. 
Le 18 janvier 1933, Rufus Franklin est condamné à la prison à perpétuité pour meurtre mais est libéré sur parole le 26 mars 1936. Néanmoins, il est rapidement arrêté de nouveau pour violation de sa parole. 
Il est, en 1936, transféré au pénitencier fédéral d'Alcatraz. Il y reçoit le numéro de matricule 335-AZ.

### Incarcération à Alcatraz et tentative d'évasion
Au début de l'année 1938, Rufus Franklin se joint à trois de ses codétenus, James C. Lucas, Thomas R. Limerick pour planifier tous les trois une tentative d'évasion. Le 23 mai de cette même année, alors que les trois détenus travaillent à l'atelier du pénitencier, ils attaquent un gardien et le tuent avec un marteau. 
Ils s'échappent ensuite par une fenêtre jusqu'au toit, projetant d'atteindre la côte pour voler un bateau de la police et quitter Alcatraz à bord. Ils se sont néanmoins faits repérer par un garde armé qui a tiré dans leur direction et qui a alerté d'autres gardes. Les quatre complices ont ainsi été recapturés.

### Après la tentative d'évasion
Limerick meurt de ses blessures et les deux survivants, Lucas et Franklin sont jugés pour meurtre. Ils échappent de peu à la peine de mort et sont condamnés à la prison à perpétuité. Il s'agit donc de la seconde condamnation à la prison à perpétuité prononcée contre Rufus Franklin. 
Franklin passera plusieurs années en cellule d'isolement dans le bloc D de la prison d'Alcatraz, puis sera transféré au pénitencier fédéral d'Atlanta. Il est finalement de nouveau libéré sur parole en 1974 mais meurt un an plus tard.